# Wybory prezydenckie w Gabonie w 2016 roku
Wybory prezydenckie w Gabonie w 2016 roku – wybory przeprowadzone w Gabonie 27 sierpnia 2016. Urzędujący prezydent Ali Bongo Ondimba został ogłoszony zwycięzcą 31 sierpnia 2016.

## Kandydaci
Zgodnie z oczekiwaniami 29 lutego 2016 w Port-Gentil prezydent Ali Bongo Ondimba ogłosił, że będzie ubiegał się o reelekcję. Oficjalnie swoje kandydatury zgłosiło 19 kandydatów co w dniu 15 lipca potwierdziła Państwowa Komisja Wyborcza (CENAP). Pomyślnie proces rejestracji przeszło 14 z nich.
| Główni kandydaci: |                   |                               |
| Zdjęcie           | Imię i nazwisko   | Partia wystawiająca kandydata |
|                   | Ali Bongo Ondimba | Gabońska Partia Demokratyczna |
|                   | Jean Ping         | Union of Forces for Change    |

## Kampania wyborcza
Oficjalna kampania wyborcza rozpoczęła się 13 sierpnia 2016. Bongo przemawiając na wiecu stanowczo odrzucił oskarżenia kierowane pod jego adresem przez opozycję jakoby nie urodził się w Gabonie. Prezydent w trakcie kampanii prowadzonej pod hasłem "Zmieńmy razem" skupił się głównie na walce z korupcją oraz podkreślił swój wkład w rozwój infrastruktury. W połowie sierpnia kilku czołowych opozycyjnych kandydatów (Guy Nzouba Ndama, Casimir Oye Mba, Léon Paul Ngoulakia i Aba'a Minko) zdecydowało się poprzeć kandydaturę Ping'a żeby zwiększyć szanse na pokonanie Bongo.

## Wyniki wyborów
Wyniki wyborów zostały ogłoszono w dniu 31 sierpnia. Zwycięstwo odniósł urzędujący prezydent Bongo, który zdobył 49,80% głosów wobec 48,2% oddanych na kandydata opozycji Jean Ping. Frekwencja wyniosła 59,5%. Zwolennicy Ping'a uznali, że wyniki wyborów zostały sfałszowane. W tej kwestii przedstawili kompletne wyniki zebrane przez niezależnych obserwatorów według których Ping pokonał Bongo stosunkiem głosów 59% do 38%. Warto zauważyć, że oficjalne wyniki z Ogowe Górne (rodzinna prowincja Bongo) pokazały, że Bongo otrzymał 95,5% głosów przy frekwencji wynoszącej 99,9%.
| Ali Bongo Ondimba                 | Gabońska Partia Demokratyczna                 | 177 772 | 49,80% |
| Jean Ping                         | Union of Forces for Change                    | 172 128 | 48,23% |
| Bruno Ben Moubamba                | Niezależny                                    | 1 896   | 0,53%  |
| Raymond Ndong Sima                | Niezależny                                    | 1 510   | 0,42%  |
| Pierre Claver Maganga Moussavou   | Partia Socjaldemokratyczna                    | 1 130   | 0,32%  |
| Paul Mba Abessole                 | National Woodcutters' Rally – Rally for Gabon | 761     | 0,21%  |
| Gérard Ella Nguema                | Niezależny                                    | 583     | 0,16%  |
| Augustin Moussavou King           | Gabońska Partia Socjalistyczna                | 553     | 0,15%  |
| Dieudonné Minlama Mintogo         | Niezależny                                    | 393     | 0,11%  |
| Abel Mbombe Nzoudou               | Niezależny                                    | 214     | 0,06%  |
| Głosy nieważne                    |                                               | 16 420  | –      |
| Razem                             |                                               | 373 310 | 100%   |
| Zarejestrowani wyborcy/Frekwencja | Zarejestrowani wyborcy/Frekwencja             | 627 805 | 59,46% |
| Źródło:.                          |                                               |         |        |

## Zamieszki powyborcze
Po ogłoszeniu oficjalnych wyników, w Libreville wybuchły zamieszki. Demonstranci podjęli próbę szturmu na siedzibę komisji wyborczej. Następnie skierowali się pod budynek parlamentu, który podpalili. 1 września w wyniku strać ze służbami bezpieczeństwa zginęły 3 osoby, a około 1100 zostało aresztowanych. Opozycyjny kandydat Jean Ping w wywiadzie dla AFP poinformował, że siedziba jego sztabu wyborczego została zbombardowana przez śmigłowce.

## Reakcje międzynarodowe
- Algieria 1 września oświadczyła, że ewakuowała swoich obywateli pracujących na polu naftowym w Port-Gentil w Gabonie w związku z pogarszającym się stanem bezpieczeństwa[13].